# Jürgen Angelbeck
Jürgen Angelbeck (* 13. Januar 1948 in Dortmund) ist ein deutscher Politiker. Er war von 1990 bis 1994 Mitglied im Landtag Sachsen-Anhalt.

## Ausbildung und Arbeit
Jürgen Angelbeck besuchte die Realschule in Herne. Er legte die Bildungsprüfung II der Bundeswehr und die Sprachprüfung Englisch der Bundeswehr ab und wurde Beamtenanwärter und Verwaltungsbeamter. Er arbeitete als Angestellter der Bundesanstalt für Arbeit und studierte am Seminar für Arbeits- und Sozialrecht an der Akademie der Arbeit in Frankfurt am Main.
Jürgen Angelbeck arbeitete als Rechtssekretär des DGB und als Tarifsekretär beim Hauptvorstand der ÖTV. 1989 arbeitete er im Themenfeld Arbeitsrechtsvergleichung für den öffentlichen Dienst im EG-Maßstab in Fiesole, Italien. Nach der Wende arbeitete er ab März 1990 im Beratungsbüro der ÖTV für den Bezirk Halle.
Jürgen Angelbeck ist verheiratet und hat 3 Kinder.

## Politik
Jürgen Angelbeck trat im Jahr 1969 der SPD bei. Er wurde bei der ersten Landtagswahl in Sachsen-Anhalt 1990 über die Landesliste der SPD in den Landtag gewählt. Im Oktober 1991 verließ er die SPD-Fraktion und schloss sich am 18. Dezember 1991 der „Freien Fraktion“ unter Joachim Auer an. Nachdem Auer am 6. Januar 1992 der DSU beitrat verließ Angelbeck die freie Fraktion und blieb bis Februar 1992 fraktionslos. Seit Februar 1992 war er Gast der CDU-Fraktion.
Nachdem sich Landesverband und Landtagsfraktion der CDU aus seiner Sicht nicht hinreichend deutlich von dem sachsen-anhaltischen CDU-Bundestagsabgeordneten Rudolf Karl Krause (Krause wurde im Mai 1993 aus der CDU-Bundestagsfraktion ausgeschlossen) und dessen rechtsradikalen Positionen distanzieren wollten, beendete Angelbeck seinen Gaststatus und wirkte ab 14. März 1993 bis zum Ende der Wahlperiode als Abgeordneter ohne Fraktionszugehörigkeit.
Als Parlamentarier machte Angelbeck zunächst mit der Vorbereitung des ersten Gesetzes über die Rechtsverhältnisse der Mitglieder des Landtages von Sachsen-Anhalt (Abgeordnetengesetz) und einer darin enthaltenen umstrittenen Versorgungsregelung für Abgeordnete der Ersten Wahlperiode auf sich aufmerksam. Im Jahr 1992 organisierte Angelbeck gegen den Willen der Bundesregierung die Evakuierung von über vierzig Kindern aus dem im Bürgerkrieg belagerten Sarajevo nach Sachsen-Anhalt. Mit parlamentarischen Anfragen löste Angelbeck im Jahr 1993 eine Debatte über die Höhe der Bezüge des Ministerpräsidenten Werner Münch (CDU) aus, die in Medien als „Gehälteraffäre“ bezeichnet wurde und zum Rücktritt des Ministerpräsidenten führte. Der Landtag von Sachsen-Anhalt wählte Angelbeck im Jahr 1994 zum Mitglied der 10. Bundesversammlung.
Im Jahr 2005 trat Angelbeck wegen der Hartz 4 Gesetzgebung aus der SPD aus und wurde Mitglied der PDS. Seit 2009 war Angelbeck stellvertretender Kreisvorsitzender der Linken und Mitglied des Landesausschusses des Landesverbandes Baden-Württemberg der Partei. Im August 2010 verließ Angelbeck die Partei und wurde wieder Mitglied der SPD. Dort übernahm er den Ortsvereinsvorsitz in Wilhelmsdorf, Baden-Württemberg bis zum Jahr 2018. 